# Zelandotipula plagifera
Zelandotipula plagifera is een tweevleugelige uit de familie langpootmuggen (Tipulidae). De soort komt voor in het Neotropisch gebied.